# Lupte la Jocurile Olimpice de vară din 2024

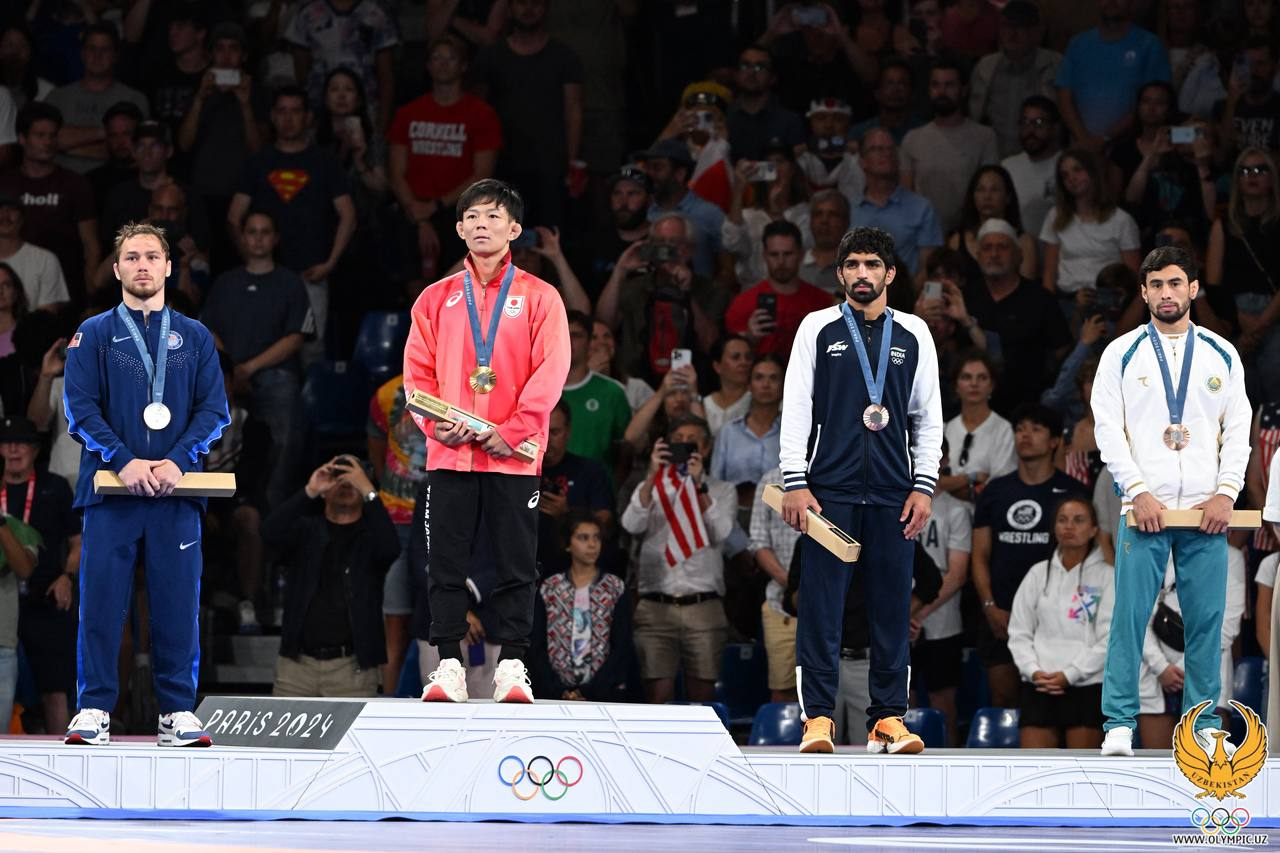
Medaliați la 57 kg libere

Probele sportive de lupte la Jocurile Olimpice de vară din 2024 s-au desfășurat în perioada 5-11 august 2024 la Grand Palais Éphémère din Paris. Au avut loc 18 probe: câte 6 probe de lupte libere atât la masculin, cât și la feminin, și 6 probe de lupte greco-romane pentru bărbați.

## Medaliați

### Greco-roman masculin
| Probă          | Aur                               | Argint                            | Bronz                                     |
| 60 kg Detalii  | Kenichiro Fumita · Japonia (JPN)  | Cao Liguo · China (CHN)           | Zholaman Sharshenbekov · Kârgâzstan (KGZ) |
| 60 kg Detalii  | Kenichiro Fumita · Japonia (JPN)  | Cao Liguo · China (CHN)           | Ri Se-ung · Coreea de Nord (PRK)          |
| 67 kg Detalii  | Saeid Esmaeili · Iran (IRI)       | Parviz Nasibov · Ucraina (UKR)    | Hasrat Jafarov · Azerbaidjan (AZE)        |
| 67 kg Detalii  | Saeid Esmaeili · Iran (IRI)       | Parviz Nasibov · Ucraina (UKR)    | Luis Orta · Cuba (CUB)                    |
| 77 kg Detalii  | Nao Kusaka · Japonia (JPN)        | Demeu Zhadrayev · Kazahstan (KAZ) | Malkhas Amoyan · Armenia (ARM)            |
| 77 kg Detalii  | Nao Kusaka · Japonia (JPN)        | Demeu Zhadrayev · Kazahstan (KAZ) | Akzhol Makhmudov · Kârgâzstan (KGZ)       |
| 87 kg Detalii  | Semen Novikov · Bulgaria (BUL)    | Alireza Mohmadi · Iran (IRI)      | Jan Beleniuk · Ucraina (UKR)              |
| 87 kg Detalii  | Semen Novikov · Bulgaria (BUL)    | Alireza Mohmadi · Iran (IRI)      | Turpal Bisultanov · Danemarca (DEN)       |
| 97 kg Detalii  | Mohammad Hadi Saravi · Iran (IRI) | Artur Aleksanyan · Armenia (ARM)  | Gabriel Rosillo · Cuba (CUB)              |
| 97 kg Detalii  | Mohammad Hadi Saravi · Iran (IRI) | Artur Aleksanyan · Armenia (ARM)  | Uzur Dzhuzupbekov · Kârgâzstan (KGZ)      |
| 130 kg Detalii | Mijaín López · Cuba (CUB)         | Yasmani Acosta · Chile (CHI)      | Amin Mirzazadeh · Iran (IRI)              |
| 130 kg Detalii | Mijaín López · Cuba (CUB)         | Yasmani Acosta · Chile (CHI)      | Meng Lingzhe · China (CHN)                |

### Libere masculin
| Probă          | Aur                                  | Argint                                         | Bronz                                           |
| 57 kg Detalii  | Rei Higuchi · Japonia (JPN)          | Spencer Lee · Statele Unite ale Americii (USA) | Aman Sehrawat · India (IND)                     |
| 57 kg Detalii  | Rei Higuchi · Japonia (JPN)          | Spencer Lee · Statele Unite ale Americii (USA) | Gulomjon Abdullaev · Uzbekistan (UZB)           |
| 65 kg Detalii  | Kotaro Kiyooka · Japonia (JPN)       | Rahman Amouzad · Iran (IRI)                    | Sebastian Rivera · Puerto Rico (PUR)            |
| 65 kg Detalii  | Kotaro Kiyooka · Japonia (JPN)       | Rahman Amouzad · Iran (IRI)                    | Islam Dudaev · Albania (ALB)                    |
| 74 kg Detalii  | Razambek Zhamalov · Uzbekistan (UZB) | Daichi Takatani · Japonia (JPN)                | Kyle Dake · Statele Unite ale Americii (USA)    |
| 74 kg Detalii  | Razambek Zhamalov · Uzbekistan (UZB) | Daichi Takatani · Japonia (JPN)                | Chermen Valiev · Albania (ALB)                  |
| 86 kg Detalii  | Magomed Ramazanov · Bulgaria (BUL)   | Hassan Yazdani · Iran (IRI)                    | Aaron Brooks · Statele Unite ale Americii (USA) |
| 86 kg Detalii  | Magomed Ramazanov · Bulgaria (BUL)   | Hassan Yazdani · Iran (IRI)                    | Dauren Kurugliev · Grecia (GRE)                 |
| 97 kg Detalii  | Akhmed Tazhudinov · Bahrain (BHR)    | Givi Matcharașvili · Georgia (GEO)             | Magomedkhan Magomedov · Azerbaidjan (AZE)       |
| 97 kg Detalii  | Akhmed Tazhudinov · Bahrain (BHR)    | Givi Matcharașvili · Georgia (GEO)             | Amir Ali Azarpira · Iran (IRI)                  |
| 125 kg Detalii | Geno Petriașvili · Georgia (GEO)     | Amir Hossein Zare · Iran (IRI)                 | Taha Akgül · Turcia (TUR)                       |
| 125 kg Detalii | Geno Petriașvili · Georgia (GEO)     | Amir Hossein Zare · Iran (IRI)                 | Giorgi Meshvildishvili · Azerbaidjan (AZE)      |

### Libere feminin
| Probă         | Aur                                                  | Argint                                            | Bronz                                             |
| 50 kg Detalii | Sarah Hildebrandt · Statele Unite ale Americii (USA) | Yusneylys Guzmán · Cuba (CUB)                     | Yui Susaki · Japonia (JPN)                        |
| 50 kg Detalii | Sarah Hildebrandt · Statele Unite ale Americii (USA) | Yusneylys Guzmán · Cuba (CUB)                     | Feng Ziqi · China (CHN)                           |
| 53 kg Detalii | Akari Fujinami · Japonia (JPN)                       | Lucía Yépez · Ecuador (ECU)                       | Choe Hyo-gyong · Coreea de Nord (PRK)             |
| 53 kg Detalii | Akari Fujinami · Japonia (JPN)                       | Lucía Yépez · Ecuador (ECU)                       | Pang Qianyu · China (CHN)                         |
| 57 kg Detalii | Tsugumi Sakurai · Japonia (JPN)                      | Anastasia Nichita · Republica Moldova (MDA)       | Helen Maroulis · Statele Unite ale Americii (USA) |
| 57 kg Detalii | Tsugumi Sakurai · Japonia (JPN)                      | Anastasia Nichita · Republica Moldova (MDA)       | Hong Kexin · China (CHN)                          |
| 62 kg Detalii | Sakura Motoki · Japonia (JPN)                        | Irina Koliadenko · Ucraina (UKR)                  | Aisuluu Tynybekova · Kârgâzstan (KGZ)             |
| 62 kg Detalii | Sakura Motoki · Japonia (JPN)                        | Irina Koliadenko · Ucraina (UKR)                  | Grace Bullen · Norvegia (NOR)                     |
| 68 kg Detalii | Amit Elor · Statele Unite ale Americii (USA)         | Meerim Zhumanazarova · Kârgâzstan (KGZ)           | Buse Tosun Çavuşoğlu · Turcia (TUR)               |
| 68 kg Detalii | Amit Elor · Statele Unite ale Americii (USA)         | Meerim Zhumanazarova · Kârgâzstan (KGZ)           | Nonoka Ozaki · Japonia (JPN)                      |
| 76 kg Detalii | Yuka Kagami · Japonia (JPN)                          | Kennedy Blades · Statele Unite ale Americii (USA) | Milaimys Marín · Cuba (CUB)                       |
| 76 kg Detalii | Yuka Kagami · Japonia (JPN)                          | Kennedy Blades · Statele Unite ale Americii (USA) | Tatiana Rentería · Columbia (COL)                 |

## Clasament pe medalii
| Loc   | Țară                       | Aur | Argint | Bronz | Total |
| ----- | -------------------------- | --- | ------ | ----- | ----- |
| 1     | Japonia                    | 8   | 1      | 2     | 11    |
| 2     | Iran                       | 2   | 4      | 2     | 8     |
| 3     | Statele Unite ale Americii | 2   | 2      | 3     | 7     |
| 4     | Bulgaria                   | 2   | –      | –     | 2     |
| 5     | Cuba                       | 1   | 1      | 3     | 5     |
| 6     | Georgia                    | 1   | 1      | –     | 2     |
| 7     | Uzbekistan                 | 1   | –      | 1     | 2     |
| 8     | Bahrain                    | 1   | –      | –     | 1     |
| 9     | Ucraina                    | –   | 2      | 1     | 3     |
| 10    | China                      | –   | 1      | 4     | 5     |
| 10    | Kârgâzstan                 | –   | 1      | 4     | 5     |
| 12    | Armenia                    | –   | 1      | 1     | 2     |
| 13    | Chile                      | –   | 1      | –     | 1     |
| 13    | Ecuador                    | –   | 1      | –     | 1     |
| 13    | Kazahstan                  | –   | 1      | –     | 1     |
| 13    | Republica Moldova          | –   | 1      | –     | 1     |
| 17    | Azerbaidjan                | –   | –      | 3     | 3     |
| 18    | Albania                    | –   | –      | 2     | 2     |
| 18    | Coreea de Nord             | –   | –      | 2     | 2     |
| 18    | Turcia                     | –   | –      | 2     | 2     |
| 20    | Danemarca                  | –   | –      | 1     | 1     |
| 20    | Grecia                     | –   | –      | 1     | 1     |
| 20    | India                      | –   | –      | 1     | 1     |
| 20    | Columbia                   | –   | –      | 1     | 1     |
| 20    | Norvegia                   | –   | –      | 1     | 1     |
| 20    | Puerto Rico                | –   | –      | 1     | 1     |
| Total | Total                      | 18  | 18     | 36    | 72    |